# Zghihară de Huși
Zghihara de Huși este un soi de viță de vie autohton, din Podgoria Huși, cunoscut cu multe secole înainte de invazia filoxerei. Face parte din Proles pontica, Subproles balcanica.
Soiul Zghihară de Huși se caracterizează prin:
Strugurii sunt de 15-19 cm lungime, rămuroși, răsfirați, neuniformi, cu boabe potrivit de dense și neomogene. Bobul este sferic cu diametrul mediu de 14-19 mm, de culoare verde-gălbuie, cu pete ruginii pe partea expusă la soare. Miezul este zemos, nearomat.
Pentru maturarea strugurilor și încheierea ciclului de vegetație activă, soiul Zghihară necesită 25,50-36,50°C, temperatură pe care o acumulează în decurs de 166-210 zile.
Dezmugurirea are loc în prima decadă a lunii aprilie. Înflorirea se desfășoară la sfârșitul lunii mai și prima jumătate a lunii iunie. Pârga începe de obicei în cursul lunii august. Coacerea strugurilor se încheie în cursul lunii septembrie sau prima jumătate a lunii octombrie.
Soiul Zghihara are creștere și vigoare mare.
Frunza normală este întreagă și numai rareori cu 3 lobi având în medie 17 cm lungime și 16 cm lățime. Limbul este de culoare verde-închis, gofrat, glabru pe parte superioară, scamos și cu peri pe partea inferioară.
Marginea frunzei prezintă dinți rari și ușor rotunjiți care alternează cu dinți mai mici și ascuțiți.
Pețiolul este viguros, colorat în rosu vânos.
Inflorescența este uniaxială, bogat ramificată. Inserția ciorchinilor se face pe nodurile 5/6 sau 6/7 foarte rar pe 5/6/7.
Soiul Zghihara înflorește normal, floarea este hermafrodită, soiul fiind autofertil.
Soiul Zghihara are strugurii de mărime mijlocie și submijlocie, greutatea lor fiind în medie de 110-250g. Boabele sunt de mărime submijlocie, greutatea unui bob variind între 1,1 și 2,3 g, iar numărul lor într-un kilogram de struguri între 504 și 1100.
Strugurii de Zghihară acumulează până la maturitate deplină 198g/l zaharuri. Până la cules conținutul poate ajunge la maximele de 204 și 228 g/l. Aciditatea totală se menține în toate cazurile ridicată, la peste 6.0 g/l acid tartric.
Soiul de Zghihară este unul dintre cele mai productive soiuri autohtone. El dă vinuri de consum curent, iar în anumiți ani de calitate superioară.
Acest soi poate fi folosit tot așa de bine pentru obținerea sucurilor naturale din struguri, cât și pentru distilate având un indice de randament ridicat.
Sinonime: Zghihară galbenă, Ghihară, Zghihară verde bătută, Poamă zoșănească.